# New Balance Indoor Grand Prix 2024
New Balance Indoor Grand Prix 2024 – 29. edycja międzynarodowego mityngu lekkoatletycznego, który odbył się w dniach 3–4 lutego 2024 w The Track at New Balance w Bostonie.
Zawody były trzecią odsłoną znajdującego się w kalendarzu World Athletics Indoor Tour Gold, cyklu najbardziej prestiżowych zawodów halowych, organizowanych pod egidą World Athletics w sezonie 2024.
Rozegranych zostało 16 konkurencji. Ponadto w programie zawodów znalazł się bieg na milę (juniorzy rywalizowali 3 lutego, juniorki dzień później).

## Wyniki

### Mężczyźni
| Pozycja | Tor | Zawodnik               | Państwo           | Czas | Pkt. |
| ------- | --- | ---------------------- | ----------------- | ---- | ---- |
| 01 !    | 4   | Noah Lyles             | Stany Zjednoczone | 6,44 | 10   |
| 02 !    | 3   | Ackeem Blake           | Jamajka           | 6,45 | 7    |
| 03 !    | 6   | Ronnie Baker           | Stany Zjednoczone | 6,54 | 5    |
| 4.      | 5   | Fred Kerley            | Stany Zjednoczone | 6,55 | 3    |
| 5.      | 7   | Kendal Williams        | Stany Zjednoczone | 6,58 |      |
| 6.      | 2   | Abdul Hakim Sani Brown | Japonia           | 6,60 |      |
| 7.      | 1   | Brandon Carnes         | Stany Zjednoczone | 6,64 |      |
| 8.      | 6   | Josephus Lyles         | Stany Zjednoczone | 6,69 |      |

| Pozycja | Tor | Zawodnik         | Państwo           | Czas  |
| ------- | --- | ---------------- | ----------------- | ----- |
| 01 !    | 5   | Vernon Norwood   | Stany Zjednoczone | 45,76 |
| 02 !    | 4   | Zakithi Nene     | Południowa Afryka | 46,15 |
| 03 !    | 6   | Champion Allison | Stany Zjednoczone | 46,23 |
| 4.      | 3   | Trevor Stewart   | Stany Zjednoczone | 46,33 |

| Pozycja | Tor | Zawodnik          | Państwo           | Czas    |
| ------- | --- | ----------------- | ----------------- | ------- |
| 01 !    | 5   | Mark English      | Irlandia          | 1:16,64 |
| 02 !    | 3   | John Rivera       | Portoryko         | 1:16,67 |
| 03 !    | 1   | Olivier Desmeules | Kanada            | 1:16,68 |
| 4.      | 2   | Hazem Miawad      | Egipt             | 1:17,03 |
| 5.      | 6   | Jake Ulrich       | Stany Zjednoczone | 1:17,22 |
| 6.      | 4   | Dubem Nwachukwu   | Nigeria           | 1:18,25 |

| Pozycja | Tor | Zawodnik         | Państwo           | Czas    | Pkt. |
| ------- | --- | ---------------- | ----------------- | ------- | ---- |
| 01 !    | 6   | Marco Arop       | Kanada            | 2:14,74 | 10   |
| 02 !    | 5   | Bryce Hoppel     | Stany Zjednoczone | 2:16,91 | 7    |
| 03 !    | 1   | Sam Ellis        | Stany Zjednoczone | 2:17,10 | 5    |
| 4.      | 2   | Josh Hoey        | Stany Zjednoczone | 2:17,23 | 3    |
| 5.      | 4   | Mariano García   | Hiszpania         | 2:17,97 |      |
| 6.      | 7   | Ryan Clarke      | Holandia          | 2:18,35 |      |
| 7.      | 3   | Nathan Green     | Stany Zjednoczone | 2:18,56 |      |
| 08 !    | 8   | Derek Holdsworth | Stany Zjednoczone | DNS     |      |

| Pozycja | Zawodnik                   | Państwo           | Czas    |
| ------- | -------------------------- | ----------------- | ------- |
| 01 !    | Hobbs Kessler              | Stany Zjednoczone | 3:33,66 |
| 02 !    | Jake Wightman              | Wielka Brytania   | 3:34,06 |
| 03 !    | Craig Engels               | Stany Zjednoczone | 3:37,04 |
| 4.      | Sam Prakel                 | Stany Zjednoczone | 3:37,24 |
| 5.      | Vincent Ciattei            | Stany Zjednoczone | 3:37,33 |
| 6.      | Ignacio Fontes             | Hiszpania         | 3:37,59 |
| 7.      | Kieran Lumb                | Kanada            | 3:37,75 |
| 8.      | Yohannes Asmare            | Etiopia           | 3:38,35 |
| 9.      | Thomas Keen                | Wielka Brytania   | 3:38,40 |
| 10.     | Samuel Zeleke              | Etiopia           | 3:39,32 |
| 11.     | Benoît Campion             | Francja           | 3:40,01 |
| 12 !    | Mohad Abdikadar Sheikh Ali | Włochy            | DNF     |
| 12 !    | Abraham Alvarado           | Stany Zjednoczone | DNF     |
| 12 !    | Charles Grethen            | Luksemburg        | DNF     |
| 12 !    | Saul Ordóñez               | Hiszpania         | DNF     |

| Pozycja | Zawodnik                    | Państwo           | Czas    | Pkt. |
| ------- | --------------------------- | ----------------- | ------- | ---- |
| 01 !    | Lamecha Girma               | Etiopia           | 7:29,09 | 10   |
| 02 !    | Edwin Kurgat                | Kenia             | 7:39,38 | 7    |
| 03 !    | Brian Fay                   | Irlandia          | 7:40,09 | 5    |
| 4.      | Ben Flanagan                | Kanada            | 7:40,19 | 3    |
| 5.      | Andrew Coscoran             | Irlandia          | 7:40,36 |      |
| 6.      | Charles Philibert-Thiboutot | Kanada            | 7:41,12 |      |
| 7.      | Maximilian Thorwirth        | Niemcy            | 7:43,15 |      |
| 8.      | Mahadi Abdi Ali             | Holandia          | 7:44,21 |      |
| 9.      | James West                  | Wielka Brytania   | 7:50,44 |      |
| 10.     | Christian Noble             | Stany Zjednoczone | 8:04,56 |      |
| 11 !    | Derek Johnson               | Stany Zjednoczone | DNF     |      |
| 11 !    | Jack Anstey                 | Australia         | DNF     |      |

| Pozycja | Tor | Zawodnik         | Państwo           | Czas        |
| ------- | --- | ---------------- | ----------------- | ----------- |
| 01 !    | 4   | Grant Holloway   | Stany Zjednoczone | 7,35        |
| 02 !    | 5   | Trey Cunningham  | Stany Zjednoczone | 7,49 (,482) |
| 03 !    | 3   | Daniel Roberts   | Stany Zjednoczone | 7,49 (,485) |
| 4.      | 6   | Cordell Tinch    | Stany Zjednoczone | 7,55        |
| 5.      | 2   | Michael Dickson  | Stany Zjednoczone | 7,57        |
| 6.      | 1   | Lafranz Campbell | Jamajka           | 7,66        |
| 7.      | 8   | Andre Korbmacher | Stany Zjednoczone | 7,67        |
| 8.      | 7   | Louis Rollins    | Stany Zjednoczone | 7,70        |

| Pozycja | Zawodnik            | Państwo           | Wynik |
| ------- | ------------------- | ----------------- | ----- |
| 01 !    | Carey McLeod        | Jamajka           | 8,20  |
| 02 !    | Jacob Fincham-Dukes | Wielka Brytania   | 8,02  |
| 03 !    | JuVaughn Harrison   | Stany Zjednoczone | 7,87  |
| 4.      | LaQuan Nairn        | Bahamy            | 7,76  |
| 5.      | Will Williams       | Stany Zjednoczone | 7,73  |
| 6.      | Jarrion Lawson      | Stany Zjednoczone | 7,66  |
| 7.      | Rayvon Grey         | Stany Zjednoczone | 7,64  |

### Kobiety
| Pozycja | Tor | Zawodniczka           | Państwo           | Czas |
| ------- | --- | --------------------- | ----------------- | ---- |
| 01 !    | 3   | Mikiah Brisco         | Stany Zjednoczone | 7,10 |
| 02 !    | 2   | Celera Barnes         | Stany Zjednoczone | 7,15 |
| 03 !    | 5   | Destiny Smith-Barnett | Stany Zjednoczone | 7,16 |
| 4.      | 4   | Zoe Hobbs             | Nowa Zelandia     | 7,16 |
| 5.      | 6   | Kiara Parker          | Stany Zjednoczone | 7,18 |
| 6.      | 7   | Brianna Selby         | Stany Zjednoczone | 7,30 |
| 7.      | 8   | Shannon Ray           | Stany Zjednoczone | 7,34 |
| 8.      | 1   | Kennedy Blackmon      | Stany Zjednoczone | 7,40 |

| Pozycja | Tor | Zawodniczka        | Państwo           | Czas  |
| ------- | --- | ------------------ | ----------------- | ----- |
| 01 !    | 5   | Gabrielle Thomas   | Stany Zjednoczone | 35,75 |
| 02 !    | 4   | Favour Ofili       | Nigeria           | 35,99 |
| 03 !    | 3   | Lynna Irby-Jackson | Stany Zjednoczone | 36,05 |
| 04 !    | 6   | Helena Ponette     | Belgia            | DNS   |

| Pozycja | Tor | Zawodniczka       | Państwo           | Czas  | Pkt. |
| ------- | --- | ----------------- | ----------------- | ----- | ---- |
| 01 !    | 5   | Kendall Ellis     | Stany Zjednoczone | 52,77 | 10   |
| 02 !    | 2   | Raevyn Rogers     | Stany Zjednoczone | 53,00 | 7    |
| 03 !    | 1   | Helena Ponette    | Belgia            | 53,43 | 5    |
| 4.      | 3   | Lisanne de Witte  | Holandia          | 53,58 | 3    |
| 5.      | 4   | Junelle Bromfield | Jamajka           | 53,60 |      |
| 6.      | 6   | Nicole Yeargin    | Wielka Brytania   | 54,29 |      |

| Pozycja | Zawodniczka        | Państwo           | Czas    |
| ------- | ------------------ | ----------------- | ------- |
| 01 !    | Sammy Watson       | Stany Zjednoczone | 2:01,20 |
| 02 !    | Isabelle Boffey    | Wielka Brytania   | 2:01,53 |
| 03 !    | Allie Wilson       | Stany Zjednoczone | 2:01,84 |
| 4.      | Carley Thomas      | Australia         | 2:01,96 |
| 5.      | Lorena Martín      | Hiszpania         | 2:02,03 |
| 6.      | Olivia Baker       | Stany Zjednoczone | 2:02,71 |
| 7.      | Wilma Nielsen      | Szwecja           | 2:02,91 |
| 8.      | Ellie Baker        | Wielka Brytania   | 2:03,78 |
| 9.      | Camille Laus       | Belgia            | 2:06,03 |
| 10.     | Kristie Schoffield | Stany Zjednoczone | 2:06,78 |
| 11 !    | Aziza Ayoub        | Portoryko         | DNF     |

| Pozycja | Zawodniczka     | Państwo           | Czas    | Pkt. |
| ------- | --------------- | ----------------- | ------- | ---- |
| 01 !    | Gudaf Tsegay    | Etiopia           | 3:58,11 | 10   |
| 02 !    | Birke Haylom    | Etiopia           | 3:58,43 | 7    |
| 03 !    | Emily MacKay    | Stany Zjednoczone | 4:05,04 | 5    |
| 4.      | Addy Wiley      | Stany Zjednoczone | 4:07,32 | 3    |
| 5.      | Esther Guerrero | Hiszpania         | 4:07,67 |      |
| 6.      | Dani Jones      | Stany Zjednoczone | 4:07,83 |      |
| 7.      | Lucia Stafford  | Kanada            | 4:08,36 |      |
| 8.      | Marta Pérez     | Hiszpania         | 4:08,40 |      |
| 9.      | Nozomi Tanaka   | Japonia           | 4:08,46 |      |
| 10.     | Ayal Dagnachew  | Etiopia           | 4:13,15 |      |
| 11.     | Kaela Edwards   | Stany Zjednoczone | 4:13,37 |      |
| 12 !    | Kate Mitchell   | Stany Zjednoczone | DNF     |      |
| 12 !    | Aurora Rynda    | Kanada            | DNF     |      |

| Pozycja | Zawodniczka             | Państwo           | Czas    |
| ------- | ----------------------- | ----------------- | ------- |
| 01 !    | Jessica Hull            | Australia         | 8:24,93 |
| 02 !    | Elle Purrier St. Pierre | Stany Zjednoczone | 8:25,25 |
| 03 !    | Melknat Wedu            | Etiopia           | 8:32,34 |
| 4.      | Medina Eisa             | Etiopia           | 8:32,35 |
| 5.      | Senayet Getachew        | Etiopia           | 8:32,49 |
| 6.      | Aynadis Mebratu         | Etiopia           | 8:33,01 |
| 7.      | Melissa Courtney-Bryant | Wielka Brytania   | 8:37,74 |
| 8.      | Marta García            | Hiszpania         | 8:38,34 |
| 9.      | Hannah Nuttall          | Wielka Brytania   | 8:45,61 |
| 10.     | Julie-Anne Staehli      | Kanada            | 8:51,19 |
| 11.     | Izzy Fry                | Wielka Brytania   | 8:52,15 |
| 12.     | Fantaye Belayneh        | Etiopia           | 8:58,34 |
| 13.     | Aimee Pratt             | Wielka Brytania   | 9:06,81 |
| 14 !    | Anna Camp-Bennett       | Stany Zjednoczone | DNF     |
| 14 !    | Isabella Thornton-Bott  | Australia         | DNF     |

| Pozycja | Tor | Zawodniczka         | Państwo           | Czas | Pkt. |
| ------- | --- | ------------------- | ----------------- | ---- | ---- |
| 01 !    | 3   | Tia Jones           | Stany Zjednoczone | 7,72 | 10   |
| 02 !    | 4   | Tobi Amusan         | Nigeria           | 7,75 | 7    |
| 03 !    | 5   | Devynne Charlton    | Bahamy            | 7,76 | 5    |
| 4.      | 6   | Masai Russell       | Stany Zjednoczone | 7,84 | 3    |
| 5.      | 8   | Christina Clemons   | Stany Zjednoczone | 7,94 |      |
| 6.      | 2   | Cindy Sember        | Wielka Brytania   | 8,00 |      |
| 7.      | 7   | Megan Tapper        | Jamajka           | 8,02 |      |
| 8.      | 1   | Mariam Abdul-Rashid | Kanada            | 8,06 |      |

| Pozycja | Zawodniczka         | Państwo           | Wynik | Pkt. |
| ------- | ------------------- | ----------------- | ----- | ---- |
| 01 !    | Tara Davis-Woodhall | Stany Zjednoczone | 6,86  | 10   |
| 02 !    | Quanesha Burks      | Stany Zjednoczone | 6,64  | 7    |
| 03 !    | Ese Brume           | Nigeria           | 6,58  | 5    |
| 4.      | Ruth Osoro          | Nigeria           | 6,47  | 3    |

## Rekordy
Podczas mityngu ustanowiono 8 krajowych rekordów w kategorii seniorów:
| Zawodnik      | Reprezentacja | Konkurencja               | Rezultat |
| ------------- | ------------- | ------------------------- | -------- |
| Mark English  | Izrael        | bieg na 600 m             | 1:16,64  |
| John Rivera   | Portoryko     | bieg na 600 m             | 1:16,67  |
| Hazem Miawad  | Egipt         | bieg na 600 m             | 1:17,03  |
| Marco Arop    | Kanada        | bieg na 1000 m            | 2:14,74  |
| Nozomi Tanaka | Japonia       | bieg na 1500 m            | 4:08,46  |
| Jessica Hull  | Australia     | bieg na 3000 m            | 8:24,93  |
| Marta García  | Hiszpania     | bieg na 3000 m            | 8:38,34  |
| Tobi Amusan   | Nigeria       | bieg na 60 m przez płotki | 7,75     |